# مادر (رمان گورکی)

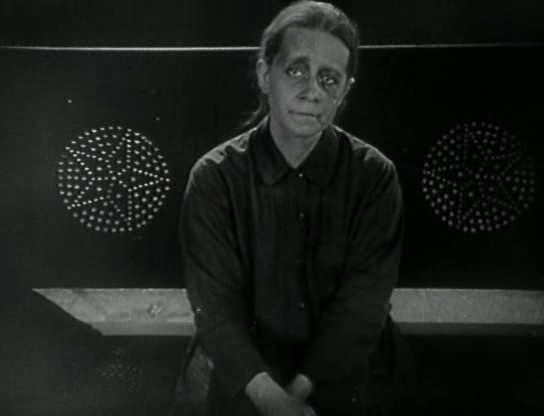
مادر (فیلم ۱۹۲۶)

«مادر» (روسی: Мать) یک رمان نوشته ماکسیم گورکی است دربارهٔ کارگران انقلابی کارخانه‌ها. 
این اثر به زبان‌های مختلف ترجمه و تعدای فیلم نیز از روی این کتاب ساخته شده است
- مادر (فیلم ۱۹۲۶)
- مادر (فیلم ۱۹۹۰)
- مادر (فیلم ۱۹۵۵) به کارگردانی مارک دانسکوی